# Ilo Teneqexhi
Ilo Teneqexhi (Coriza, 1º giugno 1936 – 11 novembre 2021) è stato un cestista albanese.

## Carriera
Con l'Albania ha disputato i Campionati europei del 1957.

## Palmarès
- Campionato albanese: 2

Partizani Tirana: 1958, 1959